# Гологлазый дрозд
Гологлазый дрозд (лат. Turdus nudigenis) — вид воробьиных птиц из семейства дроздовых (Turdidae). Выделяют два подвида. Распространены в Южной Америке и на Малых Антильских островах.

## Описание

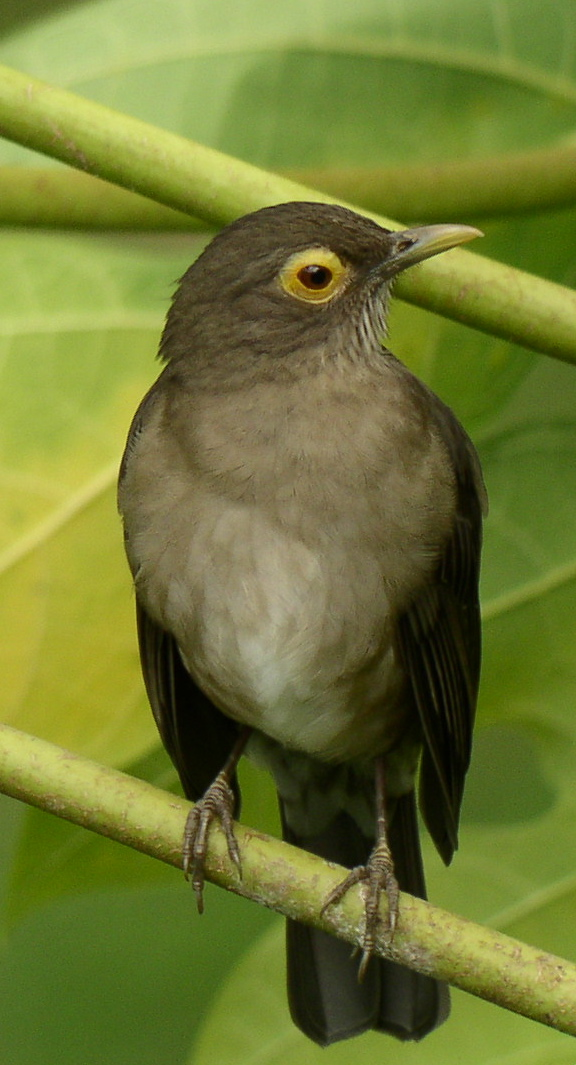
Гологлазый дрозд

Длина птицы составляет 23-24 см, масса 60 г. Верхняя часть тела оливково-коричневая, нижняя часть тела бледно-коричневая. Горло беловатое, покрытое коричневыми пятнышками, нижняя часть брюха беловатая. Вокруг глаз видны желтые кольца.
Выделяют два плохо выраженных подвида, различающиеся преимущественно темнотой оперения. Полы схожи, но молодые птицы имеют крапинки сверху и пятнышки снизу, а также более тонкое кольцо вокруг глаза.
Песня представляет собой музыкальную трель, более медленную и более низкую по тону, чем у гренадского дрозда (Turdus fumigatus), а также издает кошачий крик.

## Подвиды
Выделяют два подвида:
- T. n. nudigenis Lafresnaye, 1848 — южные Малые Антильские острова, Тринидад и Тобаго, Колумбия, Венесуэла и Гвиана;
- T. n. extimus Todd, 1931 — северная Бразилия.

## Распространение и среда обитания
Гологлазые дрозды обитают в Колумбии, Венесуэле, Гайане, Суринаме, Французской Гвиане, Бразилии, на Тринидад и Тобаго, Гренаде, Сент-Винсент и Гренадинах, Сент-Люсии и Мартинике. Они обитают на опушках влажных и сухих тропических лесов, на полях и плантациях, в парках и садах. Встречаются на высоте до 1600 м над уровнем моря. Питаются плодами, ягодами, насекомыми и дождевыми червями. Чашевидное гнездо размещается низко на деревьях. В кладке 2-3 темно-синих яиц, покрытых красноватыми пятнышками. Насиживает только самка.